# Hiperreina
Una bio reina, mujer drag queen, bio queen, diva queen o hiperreina  es una drag queen que se identifica como una mujer (cisgénero o transgénero) o como una persona no binaria a la que se le asignó sexo femenino al nacer ("AFAB"). Estas artistas son generalmente indistinguibles de los drag queens masculinos cisgénero o transgénero (MTF) más comunes en estilo y técnicas artísticas.
Si bien todos estos términos son utilizados tanto por artistas como en los medios de comunicación, muchos de ellos se consideran ofensivos. El término "reina falsa" o "falsa reina" es rechazado y considerado obsoleto por muchos artistas drag por implicar que las drag queens femeninas no son tan "reales" como los drag queens masculinos cisgénero, como el término "bio reina". Muchos artistas consideran que las "reinas femeninas" son transfóbicas, ya que implican que una mujer transgénero (MTF) que actúa como drag queen no es una mujer y que un hombre transgénero (FTM) sí lo es. Otras descripciones incluyen drag queen "con problemas biológicos", "imitadora femenina femenina", o "imitadora imitadora femenina". Todos estos términos generalmente se consideran aceptables solo cuando los usa el propio intérprete, y muchas drag queens rechazan todos los términos que los definen por su sexo.

## Concepto
Como todos los artistas drag, las faux drag queens juegan con los roles de género tradicionales y las normas de género para educar y entretener. Las reinas imitadoras pueden aparecer junto a drag kings o drag queens en espectáculos drag y son intercambiables con otras reinas como maestros de ceremonias, intérpretes, anfitrionas, y voceros.
Para algunos, puede ser una forma de redefinir el feminismo posmoderno. La reina AFAB, Lucia Love, declaró: "Las drag queens no estarían en ninguna parte sin las mujeres". Para los otros, simplemente se trata de disfrazarse y divertirse.
En San Francisco, el primer concurso de "Faux Queen" fue producido como beneficio por Diet Popstitute y el primer poseedor del título fue Coca Dietética, también conocida como Laurie Bushman. El Klubstitute Kollective se formó después de la muerte de Diet Popstitute para continuar recaudando fondos y proporcionar un espacio para las artistas que, en ese momento, no siempre eran bienvenidas en los lugares habituales de drag. La organizadora del concurso Ruby Toosday tenía "amigas que fueron despedidas (de clubes de drag) por ser mujeres... parecía que definitivamente habíamos tocado un nervio."  Las concursantes fueron juzgados por resistencia, talento y personalidad por un panel de juezas y la ganadora ayudó a "femcee" el año siguiente. Los concursos se llevaron a cabo de 1996 a 2005. El concurso Faux Queen fue resucitado en 2012 por la ex campeona Bea Dazzler, y seguirá siendo una competencia anual en San Francisco.
Fauxnique (bailarina y artista de performance Monique Jenkinson) se convirtió en la primera mujer drag queen cisgénero en ganar un importante concurso de drag, compitiendo contra drag queens masculinos o MTF (hombre a mujer), cuando fue coronada Miss Trannyshack 2003. De la revista Bust: "'(drag) se reduce a una especie de autoconciencia, una autoconciencia acerca de jugar con la feminidad', dice Fauxnique. Agrega que, si bien para ella el drag tiene que ver principalmente con el desempeño, también es un 'rechazo de las formas opresivas tradicionales de masculinidad, y eso también es parte de una afinidad con los hombres homosexuales' . No diría que todas las reinas falsas son feministas, pero diría que una parte de ellas lo es de alguna manera'".
En las décadas de 1970 y 1980, la reina cisgénero brasileña, nacida en Alemania, Elke Maravilha se convirtió en una personalidad popular de la televisión después de participar como juez en los concursos de talentos de Chacrinha y Silvio Santos. Según ella, “mucha gente piensa que soy travesti. Cuando me preguntan esto, les respondo en broma que soy un hombre. Y de los más dotados".
Las películas de comedia Connie y Carla  y Victor Victoria se centran en mujeres drag queens cisgénero, pero los personajes principales de ambas películas son mujeres que se ven obligadas por las circunstancias a trabajar como drag queens, o personificar mujeres. Mantienen su género en secreto y se hacen pasar por hombres cuando están fuera del escenario, a diferencia de sus contrapartes de la vida real.
La competencia de vogue de telerrealidad 2020 Legendary fue el primer programa de televisión de reality estadounidense que incluyó mujeres cisgénero actuando y compitiendo como drag queens, incluido el equipo femenino que representa a la House of Ninja. La competencia de telerrealidad The Boulet Brothers' Dragula contó con dos artistas de AFAB en su tercera temporada, aunque la ganadora Landon Cider se presentó como un drag king y la concursante Hollow Eve se identifica como un artista drag no binario, no específicamente como drag queen.

## Controversia
Las drag queens femeninas no siempre están permitidas o bienvenidas dentro de los espacios de drag, que generalmente son propiedad y están dirigidos por hombres gay cisgénero. RuPaul, el productor y presentador de la competencia de telerrealidad RuPaul's Drag Race, ha prohibido a las artistas femeninas en sus programas, hasta su más reciente 13.ª temporada, afirmando en su momento que "El drag pierde su sentido de peligro y su sentido de ironía una vez que no son los hombres haciéndolo, porque en esencia es un evento social. Una declaración y un gran f-you a la cultura dominada por los hombres. Entonces, que los hombres lo hagan, es realmente punk rock, porque es un verdadero rechazo de la masculinidad ". Después de una reacción violenta significativa, RuPaul enmendó esta respuesta en 2019 para decir "He aprendido a nunca decir nunca".
Hay creencias ampliamente arraigadas dentro de la comunidad de que las drag queens femeninas no enfrentan los mismos desafíos que los drag queens masculinos cisgénero, y no necesitan usar relleno, maquillaje o pliegues para crear la ilusión de feminidad. Sin embargo, las artistas de AFAB generalmente contrarrestan que usan las mismas técnicas de maquillaje para crear una feminidad exagerada, y muchos usan acolchados y corsés para crear una forma corporal extrema. Las reinas femeninas en Instagram a menudo se burlan de esta creencia de que no "transforman" sus cuerpos al compartir imágenes sorprendentemente diferentes de sí mismas dentro y fuera del drag con el hashtag #wheresthetransformationsis, iniciado por la reina de AFAB Creme Fatale.
El rechazo hacia las reinas femeninas a menudo está estrechamente relacionado con otros informes de discriminación y objetivización que enfrentan las mujeres, los hombres transgénero y las personas no binarias a las que se les asignó una mujer al nacer, en especial dentro de los espacios LGBT. Estas artistas con frecuencia denuncian manoseos y acoso por parte de hombres homosexuales cisgénero en bares y espacios de actuación gay, y reportan menos sueldos y menos propinas del público. Las artistas también se han quejado de la terminología drag que afirman que es excluyente u ofensiva. La artista AFAB Hollow Eve desató un debate significativo en 2019 cuando se emitió un episodio de Dragula en el que hablaron en contra del término "pescado" (fish), que solía referirse a una drag queen que parece una mujer cisgénero y se refiere negativamente al olor de una vulva.
La creciente prominencia de las drag queens femeninas y el aumento del diálogo acerca de la inclusión ha hecho que muchos artistas drag rechacen cualquier distinción basada en su género y pidan competencias de drag para eliminar todos los requisitos de género y sexo biológico para las y los concursantes.

## Galería

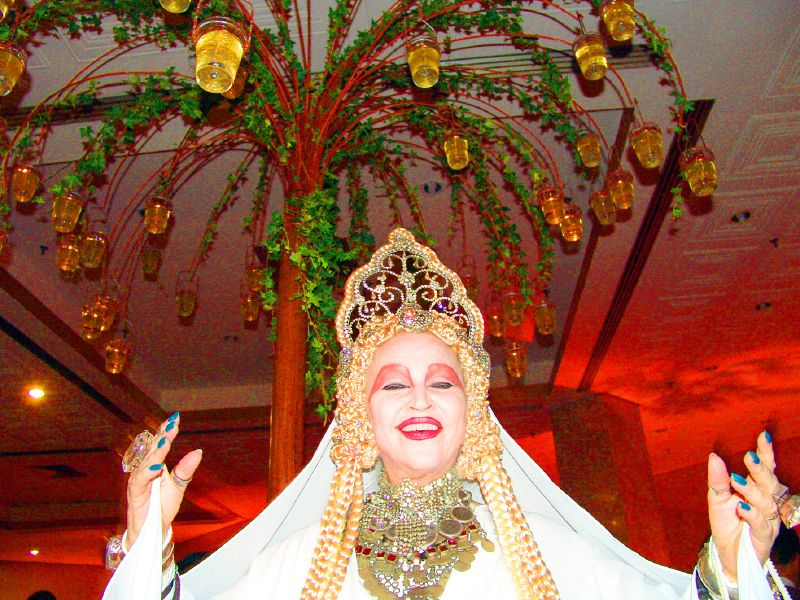
La drag queen cisgénero nacida en Alemania, Elke Maravilha, se convirtió en una famosa personalidad televisiva en Brasil en la década de 1970.
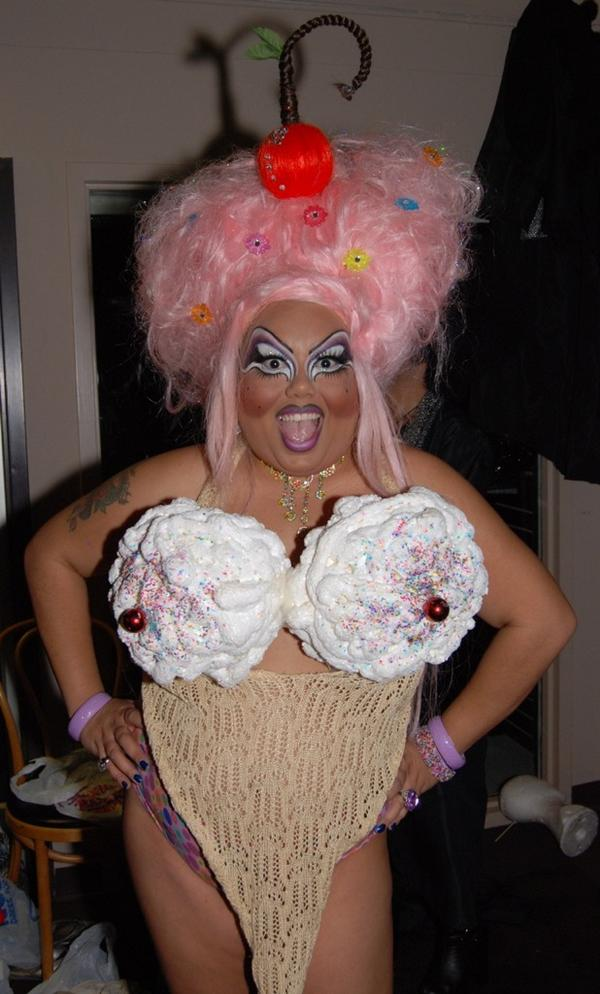
Holy McGrail es una falsa reina y socialité de la vida nocturna en San Francisco. Haciendo su debut en 2005, Holy es conocida por sus extravagantes pelucas hechas a sí misma, maquillaje característico y actuaciones de drag.
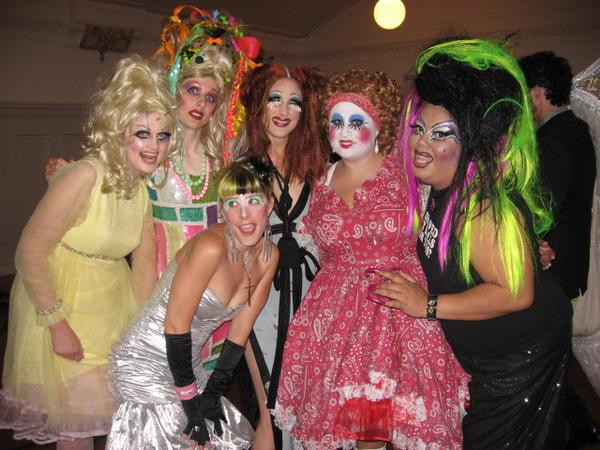
San Francisco Faux Queens desde la izquierda: Kegal Kater, L'Ron Hubby, Trixxie Carr, Fauxnique, Hoku Mama Swamp, Holy McGrail en la Trannyshack Kiss Off Party el 23 de agosto de 2008.
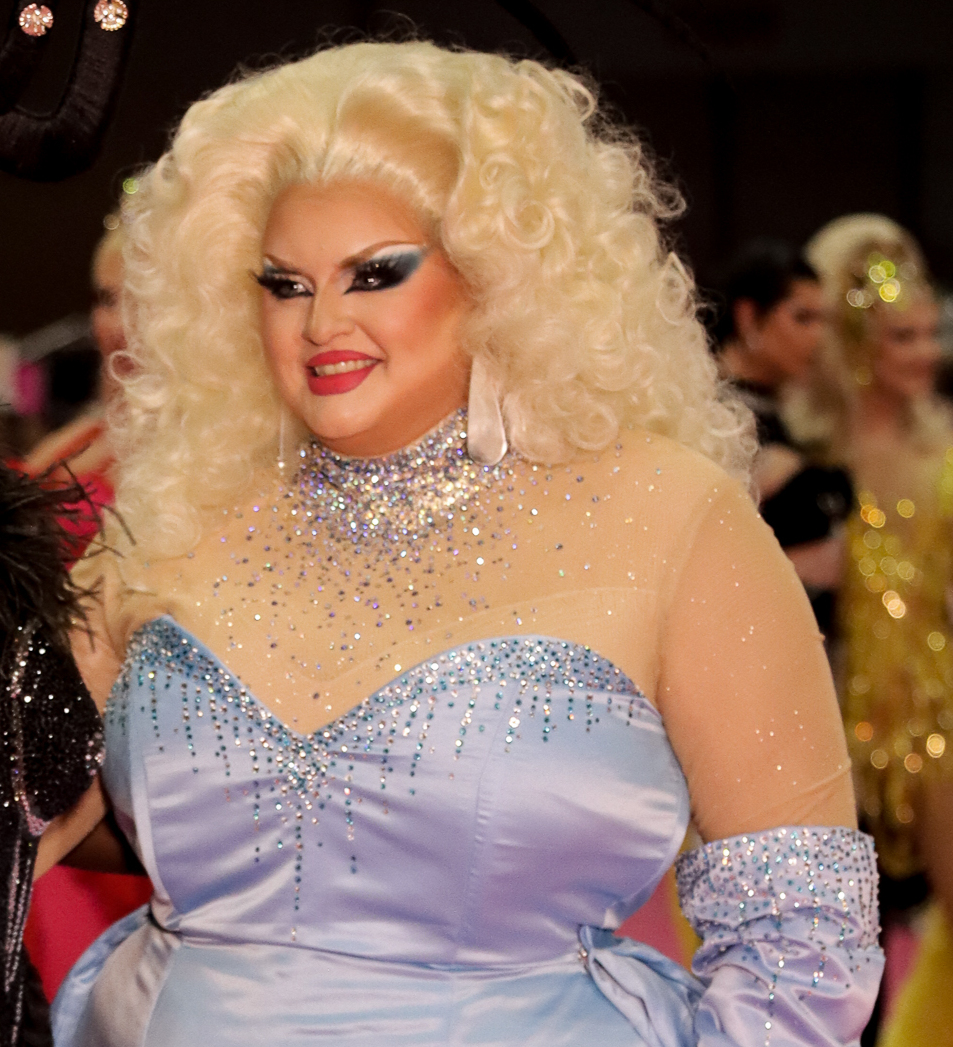
Victoria Scone, primera mujer cis en competir en la franquicia Drag Race.
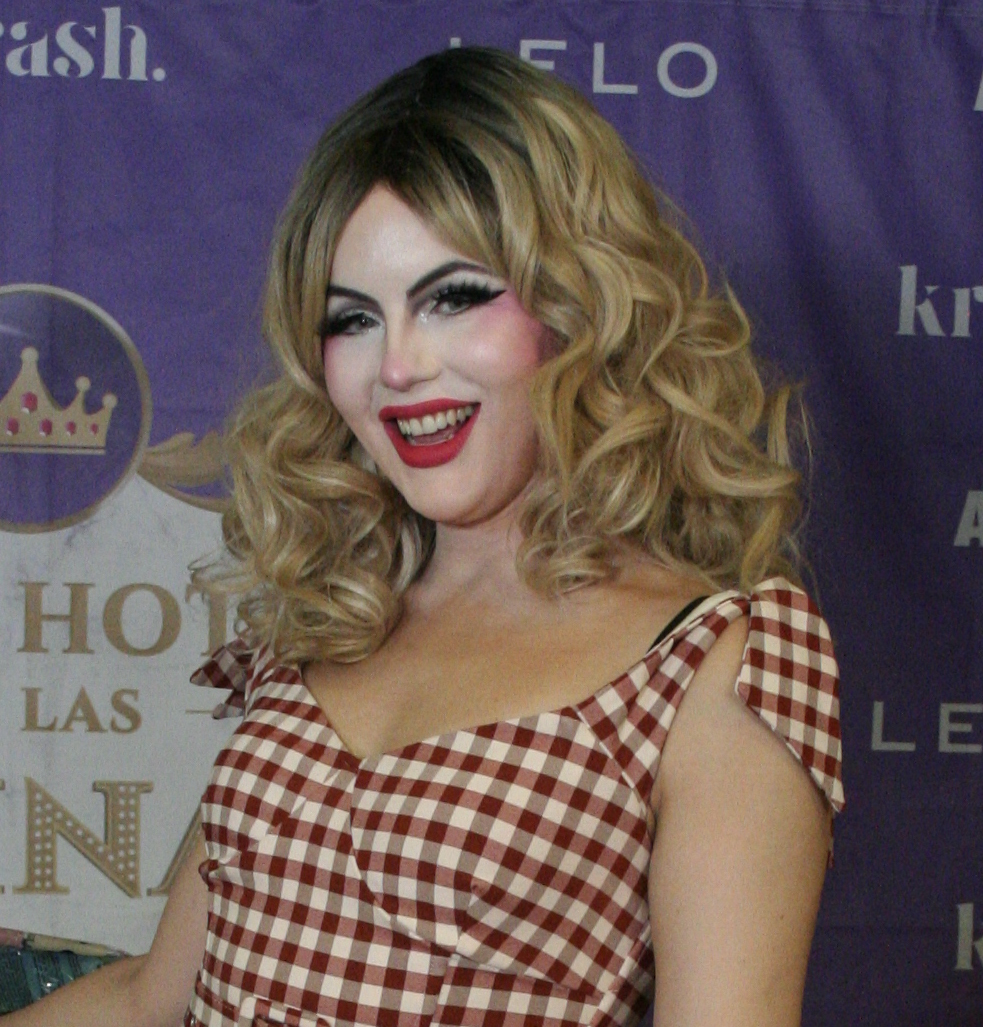
Juriji der Klee, hyperqueen y mujer trans que compitió en la segunda temporada de Drag Race España.
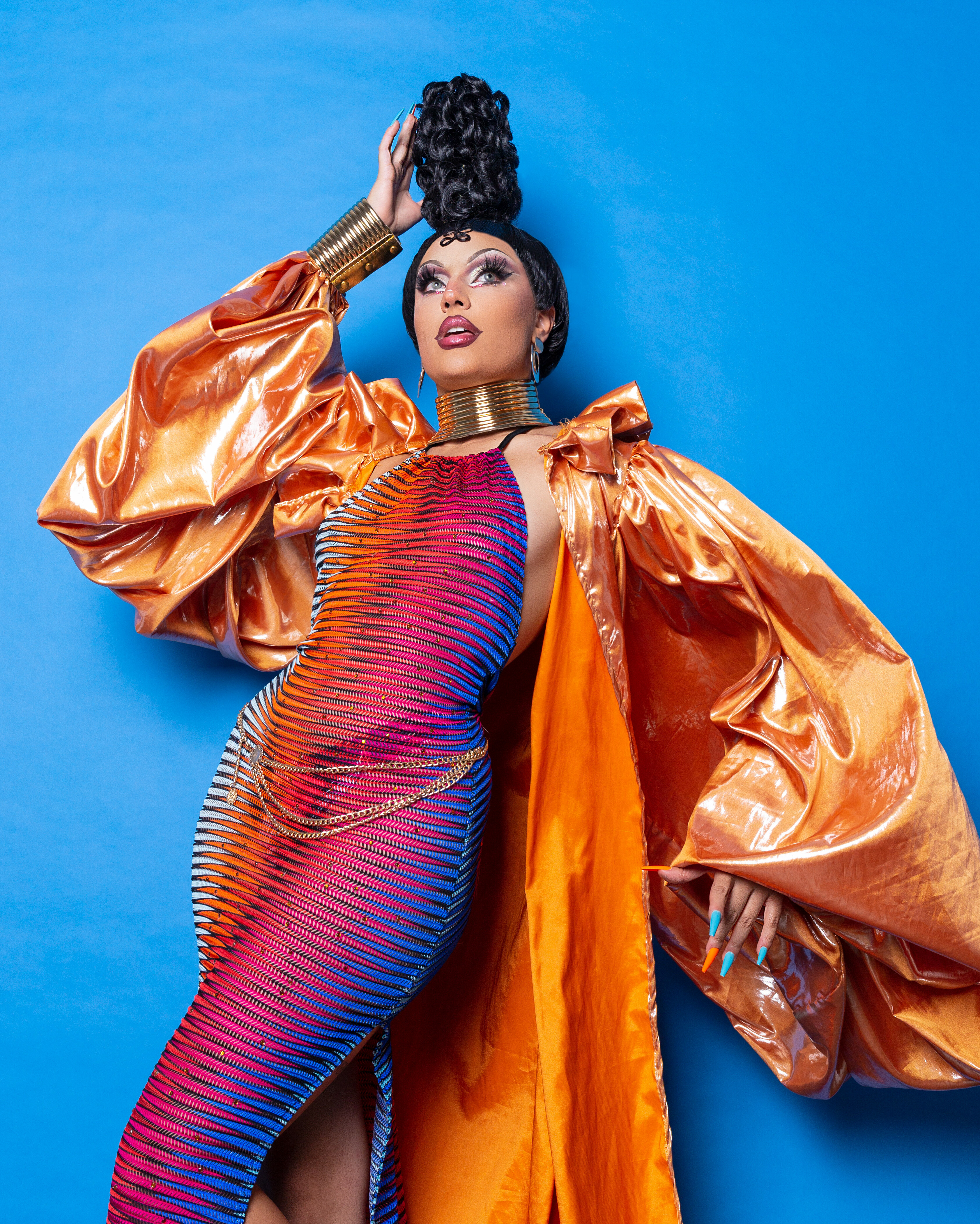
Clover Bish, primera mujer cis en competir en Drag Race España

## Artistas destacadas
- Juriji der Klee
- Gia Gunn
- Victoria Scone
- Laganja Estranja
- Arantxa Castilla-La Mancha
- Willow Pill